# Асомата
Асомата или Асамати (грч. Ασώματα) је насељено место у општини Бер у периферији Средишња Македонија, Грчка. Према попису из 2021. године био је 551 становник.
Према бугарском географу и историчару, Василу Канчову, у Асомати је 1900. године живело 40 Грка хришћана. После 1923. године насељено је 6 грчких избегличких породица из Турске, укупно 24 особа.